# Caliópio (governador do Egito)
Caliópio (em latim: Calliopius) foi um oficial bizantino do começo ou meados do século V. Foi em data desconhecida um provável governador provincial, como prefeito augustal ou corretor de Augustâmica Prima, no Egito, e recebeu carta de Isidoro de Pelúsio na qual o último afirmou que a injustiça estava deixando a vida mais difícil e solicitou que utilizasse seu poder para restaurar as leis.